# Horochiv
Horochiv (ukrajinsky Горохів, rusky Горохов, polsky Horochów, německy Horochiw), je město v Luckém rajónu v jižní části Volyňské oblasti na Ukrajině, asi 100 km severovýchodně od Lvova. Město je jedním z nejstarších historicky doložených sídel Volyně.
Žije zde přibližně 8 900 obyvatel.
V Horochivu je sídlo jednotného územního společenství Horochivská městská komunita (ukrajinsky Горохівська міська громада), které má rozlohu 498,1 km2 a ve které v roce 2020 žilo 24 709 obyvatel. V této komunitě je město Horochiv a tyto obce:
- Bystrovycja, ukrajinsky Бистровиця
- Vatyn, ukrajinsky Ватин
- Vatynec, ukrajinsky Ватинець
- Vilchivka, ukrajinsky Вільхівка
- Volycja-Družkolipska, ukrajinsky Волиця-Дружкопільська
- Desjatyna, ukrajinsky Десятина
- Dibrova, ukrajinsky Діброва
- Žuravnyky, ukrajinsky Журавники
- Zvynjače, ukrajinsky Звиняче
- Zelenolužne, ukrajinsky Зеленолужне
- Kvasiv, ukrajinsky Квасів
- Kovbaň, ukrajinsky Ковбань
- Kozjatyn, ukrajinsky Козятин
- Krasiv, ukrajinsky Красів
- Kryžova, ukrajinsky Крижова
- Kumovišče, ukrajinsky Кумовище
- Lemešiv, ukrajinsky Лемешів
- Markovyči, ukrajinsky Марковичі
- Myrkiv, ukrajinsky Мирків
- Myrne, ukrajinsky Мирне
- Myslyni, ukrajinsky Мислині
- Novosilky, ukrajinsky Новосілки
- Ozerci, ukrajinsky Озерці
- Ochlopiv, ukrajinsky Охлопів
- Oščiv, ukrajinsky Ощів
- Pečichvosty, ukrajinsky Печихвости
- Pidberezzja, ukrajinsky Підбереззя
- Pirvanče, ukrajinsky Пірванче
- Poljuchne, ukrajinsky Полюхне
- Pustomyty, ukrajinsky Пустомити
- Račin, ukrajinsky Рачин
- Silce, ukrajinsky Сільце
- Skabarivščyna, ukrajinsky Скабарівщина
- Skobelka, ukrajinsky Скобелка
- Sofiivka, ukrajinsky Софіївка
- Starostav, ukrajinsky Старостав
- Strilče, ukrajinsky Стрільче
- Tereškivci, ukrajinsky Терешківці
- Umanci, ukrajinsky Уманці
- Choloniv, ukrajinsky Холонів
- Jarivka, ukrajinsky Ярівка

## Historie
Město bylo založeno v roce 1240. První písemná zmínka o tomto sídle je v Ipaťjevském letopise. Magdeburské právo bylo Horochivu uděleno v roce 1600.
Během první světové války v letech 1916–1917 Horochivem procházela fronta mezi rakousko-uherskou a ruskou armádou.
V období druhé polské republiky mezi roky 1918–1939 byl Horochiv okresním městem. V roce 1937 zde žilo 7 800 obyvatel, z nichž 40 % tvořili Židé.
24. června 1941 město dobyla nacistická armáda. Ještě v tomto roce zde došlo k násilí na židovském obyvatelstvu. V srpnu 1941 donutilo gestapo a místní policie 300 Židů vykopat si vlastní hromadný hrob, než byli všichni zastřeleni a pohřbeni.
Nacisté v městě vytvořili židovské ghetto, které existovalo do 8. září 1942. Ten den bylo ghetto zlikvidováno a zastřeleno bylo okolo 3 000 obyvatel města.
Během volyňského masakru v letech 1943–1944 se Horochiv stal útočištěm pro zhruba 1200 utečenců z okolních obcí. Nacisté z těchto lidí – převážně Poláků – vytvořili 150členný Schutzmannschaft, který spolupracoval s Banderovou Ukrajinskou povstaleckou armádou.

## Doprava, geografie
V městě je významná železniční stanice trati Lvov–Luck a zastavují tu autobusy na téže trase.
Horochivem protéká řeka Styr. Ve městě se nachází 200 let starý park s rozlohou 7 hektarů.

## Významní rodáci
Jan Dzierżysław Tarnowski (1835–1894), polský politik